# Edvard Meyer
Edvard Meyer (også kaldet Édouard) (født 6. august 1813 i København, død 4. august 1880) var en dansk journalist, redaktør og fotograf.
Edvard Meyer var søn af en jødisk handelsmand, Meyer Mathiassen (1775-1819) og Frederikke f. Salomon (1786-1832) og voksede op i fattige kår i en jødisk stiftelse og fik kun tarvelig undervisning, men var allerede som dreng stærkt optaget af skriverier. Han kom i drejerlære hos en slægtning i Køge, blev 1831 svend og arbejdede derefter i Kalundborg, hvor han i 1834 ægtede Hanne Engell (1816-1885), datter af købmand, senere slagter, Meyer Levin Engell.
Han blev i 1837 mester og begyndte samme år udgivelsen af Kalundborg Ugeblad, der fik 250 abonnenter og senere tog navnet Sjællandsposten og fra januar 1839 forenedes med M. Goldschmidts Næstved Ugeblad. 1841 måtte han forlade Kalundborg og drog til Slagelse, men blev her aldeles forarmet, fordi man krævede et nyt mesterstykke, og han måtte sælge alt, hvad han ejede, for i 1842 at flytte til København. Her udgav han først Kjøbenhavns Morskabsblad, som i 1843 udvikledes til Friskytten, et humoristisk ugeblad, der ville kappes med Corsaren og nåede op til 900 abonnenter; men herfra udvikledes i januar 1845 dagbladet Flyveposten, der virkeliggjorde hans ønskers mål. Det var grundlagt på en føljeton af spændende franske romaner, på meddelelse af bynyt og til en meget billig pris vandt den hurtig fremgang, især hos den lavere middelstand. Efter et halvt års forløb havde det 3.000 abonnenter, men nåede på sit højdepunkt over 10.000 og indbragte ham 45.000 kr. om året. Forfulgt af studenternes spot og narret ved flere grove mystifikationer tabte han lysten til at fortsætte, solgte i september 1852 bladet til sine medarbejdere Siesbye og Davidsen og drog til Paris, hvor han optrådte som fransk forfatter. Hans Contes de la mer Baltique (1855) indeholdt bl.a. Blade af en dansk Journalists Dagbog, en løjerlig blanding af digt og sandhed om hans eget levned; desuden skrev han et skuespil, Struensée, som han med store udgifter fik opført – én gang.
På sit treårige ophold i Paris lærte Meyer den fotografiske teknik. Den franske påvirkning er meget fremtrædende i såvel hans topografiske optagelser som i hans portrætfotografier. Men virksomheden som fotograf var ikke indbringende, og efter at have mistet en væsentlig del af sine penge vendte han i 1856 tilbage til København. Hjemvendt til hovedstaden ansøgte han i 1857 det nyoprettede Thorvaldsens Museum om eneret på fotografering af Bertel Thorvaldsens skulpturer. Meyer ønskede fem år, men blev bevilget tre år, som alligevel yderligere blev forlænget med tre år. I den periode optog Meyer mere end 100 fotografier af Thorvaldsens skulpturer, ligesom han fotograferede skulpturer udført af H.W. Bissen. Han var samtidig en kompetent portrætfotograf, der har produceret nogle meget levende portrætter af samtidige personer, fx C.N. Rosenkilde. Portrætterne er inspireret af Félix Nadars stil. I løbet af sin tid som fotograf tabte han imidlertid resten af sin formue.
Fra 1861 arbejdede Edvard Meyer som trådhandler, men udgav desuden 1858-67 et månedsskrift, Folket, og flere ugeblade samt en mængde romaner, mest såkaldte historiske. Endelig fik han i 1867 fribolig i en jødisk stiftelse og døde her i stor fattigdom 4. august 1880.
Meyer havde hverken særlige åndsgaver eller kundskaber, men en vis forretningsfiffighed og nogen skrivefærdighed kunne ikke frakendes ham. I sin velmagts dage var han godgørende og hjælpsom, men hans forfængelighed drev ham til at være kunstsamler og føre stort hus, og han savnede helt evnen til at forvalte en formue og var derfor tit i pengeforlegenhed. Desuden var der fra første færd udbredt et komisk skær over hans person og virksomhed.